# Hochschulkompass
Der Hochschulkompass (Hochschul- und Studiengangsinformationssystem im Internet) ist ein kostenloses und frei zugängliches Internetportal, das über staatliche und staatlich anerkannte deutsche Hochschulen, deren Studienangebote und Promotionsmöglichkeiten sowie Internationalen Kooperationen informiert. Die dargestellten Informationen sind tagesaktuell und werden von den gelisteten Hochschulen selbst eingetragen und gepflegt.
Der Hochschulkompass wird seit 1998 von der Hochschulrektorenkonferenz als Informationsportal im Internet angeboten und steht in den Sprachen deutsch und englisch zur Verfügung. Der Inhalt gliedert sich in die vier thematischen Bereiche Hochschulen, Studium, Promotion und Internationale Kooperationen. Zudem ist der Hochschulkompass die Datengrundlage für die offizielle bundesweite Studienplatzbörse von Bund, Ländern und Hochschulen im Internet.

## Hochschulen
Im Bereich Hochschulen des Hochschulkompass sind viele grundlegende Informationen über die einzelne Hochschulen abrufbar (Stand Oktober 2010: 377 Hochschulen). Hierzu zählen zum Beispiel Angaben zur Trägerschaft (staatlich/privat/kirchlich), verliehenem Promotions- und/oder Habilitationsrecht, der Studierendenzahl sowie die Hausanschrift, Internetadresse und allgemeinen Kontaktdaten der Hochschule. Wer konkrete Ansprechpartner an der Hochschule sucht (Studienberatung, Behindertenbeauftragte, Akademisches Auslandsamt usw.) oder sich über die Hochschulleitung informieren möchte, findet hier ebenfalls detaillierte Informationen.

## Studium
Im Bereich Studium des Hochschulkompass werden tagesaktuelle Grundinformationen zu mehr als 14.000 Studiengängen angeboten, die von den Hochschulen selbst eingetragen und gepflegt werden. Mit Hilfe einer allgemeinen Suche können sich Studieninteressenten sehr unspezifisch ihrem Wunschstudiengang nähern. Wer bereits genauere Vorstellungen von seinem künftigen Studium hat, kann mit der Profisuche seine Auswahl nach geographischen, hochschulspezifischen und studiengangsspezifischen Merkmalen eingrenzen. Jede Studiengangsbeschreibung enthält die Kontaktdaten von Ansprechpartnern der jeweiligen Hochschule und in der Regel auch einen Internetlink auf die entsprechende Internetseite des Studiengangs.

## Promotion
Im Bereich Promotion des Hochschulkompass sind für rund 1.000 Promotionsmöglichkeiten Informationen hinterlegt. Die Grundlage für diese Auflistung ist eine fortlaufende Auswertung der Promotionsordnungen durch die Hochschulrektorenkonferenz. Für Rückfragen eignen sich die in der Detailansicht jeder Promotionsmöglichkeit angegebenen Kontaktdaten der direkten Ansprechpartner an den Hochschulen.

## Internationale Kooperationen
Der Bereich Internationale Kooperationen des Hochschulkompass informiert über die mehr als 20.000 Kooperationen der deutschen Hochschulen mit ausländischen Hochschulen. Recherchierbar sind die Kooperationen nach Sachgebieten, dem Gegenstand der Kooperation, der Kooperationsform und vieles mehr. Auch hier gilt, dass die Informationen direkt von gelisteten Hochschulen eingetragen und gepflegt werden.

## Bundesweite Studienplatzbörse
Die offizielle bundesweite Studienplatzbörse wurde von Bund, Ländern und Hochschulen vereinbart und ist ein gemeinsames Projekt der Hochschulrektorenkonferenz und der Stiftung für Hochschulzulassung. Sie wurde von der Hochschulrektorenkonferenz entwickelt und soll dazu beitragen, die Zulassungskapazitäten an deutschen Hochschulen möglichst in vollem Umfang auszuschöpfen. Die Studienplatzbörse zielt insbesondere darauf ab, die auch nach den landesrechtlich vorgeschriebenen Nachrückverfahren noch freigebliebenen Studienplatzkapazitäten in örtlich zulassungsbeschränkten Studiengängen zu besetzen. Neben den örtlich zulassungsbeschränkten Studiengängen kann aber auch nach nicht zulassungsbeschränkten Studiengängen mit freien Studienplatzkapazitäten gesucht werden.
Ausgehend vom Informationsbedarf der Studieninteressierten bietet die Studienplatzbörse die Möglichkeit der gezielten Suche nach Studienfach und -ort und liefert zu jedem Suchergebnis die notwendigen Informationen über Ansprechpartner in den Hochschulen sowie über Internetseiten mit den jeweiligen Bewerbungsvoraussetzungen und -fristen. Der Zugang ist kostenfrei und erfordert keine Anmeldung.
Da die bundesweite Studienplatzbörse ausschließlich über die für das jeweils aktuelle Zulassungssemester noch offenen Studienplatzkapazitäten an den Hochschulen informiert, ist sie auch nur zweimal im Jahr für jeweils zwei Monate online (Sommersemester: März/April; Wintersemester: September/Oktober).

## Studium-Interessentest (SIT)
Der Studium-Interessentest (SIT) der Hochschulrektorenkonferenz (HRK) und von ZEIT ONLINE ist ein Studienorientierungsverfahren, das vor allem Schülerinnen und Schüler bei der Studienwahl unterstützt. Alle, die den Test absolvieren, erhalten direkt im Anschluss eine individuelle Auswertung mit einem persönlichen Interessenprofil und eine Liste mit Studiengängen, die zu diesem Interessenprofil passen. Der SIT ist kostenlos, dauert etwa 15 Minuten und basiert auf einem wissenschaftlichen Testverfahren, das auf den Selbsteinschätzungen der Testteilnehmerinnen und Testteilnehmer beruht.